# Karim Azamoum
Karim Azamoum, né le 17 janvier 1990 à Rognac, est un footballeur franco-algérien évoluant actuellement au poste de milieu offensif.

## Biographie

### Carrière en France
Formé à l'AJ Auxerre, il y restera pendant près de sept ans, sans pour autant avoir l'opportunité d'intégrer l'effectif professionnel.
Le 6 mars 2010 lors d'un match se déroulant à l'extérieur face à l'Union sportive Quevilly Rouen Métropole, au Stade Robert-Diochon, et alors qu'il joue encore avec la réserve de l'AJA, il est fauché par le défenseur quevillais Nicolas Pallois. Le jeune milieu offensif est contraint de sortir sur civière et sera transféré aux urgences du CHU de Rouen où il subira une orchidectomie partielle.
Il rejoint en 2011 le Hyères FC, fraîchement relégué de National.
Le 24 juin 2013, il signe son premier contrat professionnel en rejoignant l'ES Troyes AC, pensionnaire de Ligue 2.
Le 16 mai 2014, lors de la dernière journée de championnat, il est titularisé pour la première fois de la saison (il n'avait participé qu'à 3 rencontres avant celle-ci) face aux Chamois niortais, et inscrit un doublé.
La saison suivante, il obtient un temps de jeu considérable, et est sacré champion de France de Ligue 2. En décembre 2014, il prolonge son contrat avec le club aubois jusqu'en 2018.
Pour sa première saison en Ligue 1, il ne joue qu'assez peu, faisant face à la concurrence de Fabien Camus, arrivé de Belgique, et de Chaouki Ben Saada. En janvier 2016, à la suite du transfert de Jimmy Cabot à Lorient, Fabien Camus est repositionné sur l'aile gauche, laissant ainsi une place au milieu et sur l'aile droite à Karim Azamoum.
Le 13 février 2016, il se fait remarquer en inscrivant un doublé et en délivrant une passe décisive à Ben Saada lors d'un match de championnat face au Gazélec Ajaccio.

#### Carrière en Espagne
Le 17 juillet 2018, Azamoum quitte l'ESTAC pour le championnat espagnol, s'engageant en faveur du Cádiz CF, évoluant en Segunda División. Avec à la concurrence de José Mari, Jon Ander Garrido, Edu Ramos et Álex Fernández, il ne rentre qu'à trois reprises en jeu sur la première partie de saison 2018-2019 pour un total de 29 minutes de jeu en Segunda División. Titulaire à trois reprises en Coupe d'Espagne, il est y auteur du but victorieux lors du match aller des seizièmes de finale face à l'Espanyol de Barcelone (victoire 2-1). Le 9 janvier 2019, il est ainsi prêté à Elche, évoluant également en deuxième division espagnole. Il y retrouve du temps de jeu, prenant part à 16 rencontres de championnat dont 10 titularisations.
Ses performances à Elche convainquent Mauro Pérez, directeur sportif de l'Albacete Balompié, de le recruter. Le 11 juillet 2019, il signe un contrat de trois ans en leur faveur.

#### Retour à l'ESTAC Troyes
Le 2 février 2021, il revient à l'ES Troyes AC pour un contrat d'un an et demi.

## Palmarès
- Champion de Ligue 2 en 2015 avec l'ES Troyes AC.